# Norvellina curvata
Norvellina curvata är en insektsart som beskrevs av Lindsay 1938. Norvellina curvata ingår i släktet Norvellina och familjen dvärgstritar. Inga underarter finns listade i Catalogue of Life.